# Cesare Dalmazzo
Cesare Dalmazzo (... – 21 dicembre 1899) è stato un politico italiano.

## Biografia
Fu deputato del Regno di Sardegna per le prime due legislature, eletto rispettivamente nel collegio di Pontestura e in quello di Ceva.